# 小野路城
小野路城（おのじじょう）は、東京都町田市小野路町にあった日本の城。

## 概要
曲輪や土塁・空堀が残り、主郭には小さな社が建っている。小野小町がその水で目を洗ったところ病が治ったという伝説のある「小町井戸」が残っている。

## 歴史・沿革
小山田氏が承安年間（1171年-1174年）に小山田城の支城として築城した。のちに小山田地方は扇谷上杉氏の版図となり、1476年（文明8年）に長尾景春の乱が起きると小野路城は小山田城と共に扇谷・山内軍の拠点となった。翌1477年（文明9年）小山田城は長尾勢に攻め落とされ、このとき小野路城も落城したと考えられている。

## 現地情報
所在地
- 東京都町田市小野路町736

交通アクセス
- 多摩センター駅より京王バスで「扇橋」バス停を下車、徒歩約20分
- 町田バスセンターより神奈中バスで「日大三高東」バス停下車、徒歩約20分。